# Květinov
Květinov är en ort i Tjeckien.   Den ligger i regionen Vysočina, i den centrala delen av landet, 100 km sydost om huvudstaden Prag. Květinov ligger 491 meter över havet och antalet invånare är 213.
Terrängen runt Květinov är lite kuperad. Runt Květinov är det ganska tätbefolkat, med 207 invånare per kvadratkilometer. Närmaste större samhälle är Jihlava, 19,7 km söder om Květinov. Trakten runt Květinov består till största delen av jordbruksmark.